# Changos
Camanchacos, camanchangos o simplemente changos son denominaciones empleadas para referirse a diversos pueblos costeros prehispánicos que habitaron principalmente la zona comprendida entre Camaná (Perú) y el río Elqui (Chile). En territorio chileno, su presencia se ha dividido en tres sectores: litoral norte (desde Arica hasta el río Loa), litoral central (desde el río Loa hasta Antofagasta),  y litoral sur (desde Antofagasta hasta el río Copiapó)
Estas comunidades ocuparon una extensa franja costera que incluía localidades como Boca del Río, La Yarada, Ite, Arica, Iquique, Tocopilla, Paposo y Taltal.
Durante mucho tiempo se consideró que habían desaparecido como grupo diferenciado, debido a la pérdida de muchas de sus prácticas culturales. Sin embargo, desde 2020,  el Estado de Chile reconoce oficialmente a los changos como pueblo indígena, y cerca de 4700 personas se declaran perteneciéntes a esta etnia.

## Historia

Región del Colesuyo.

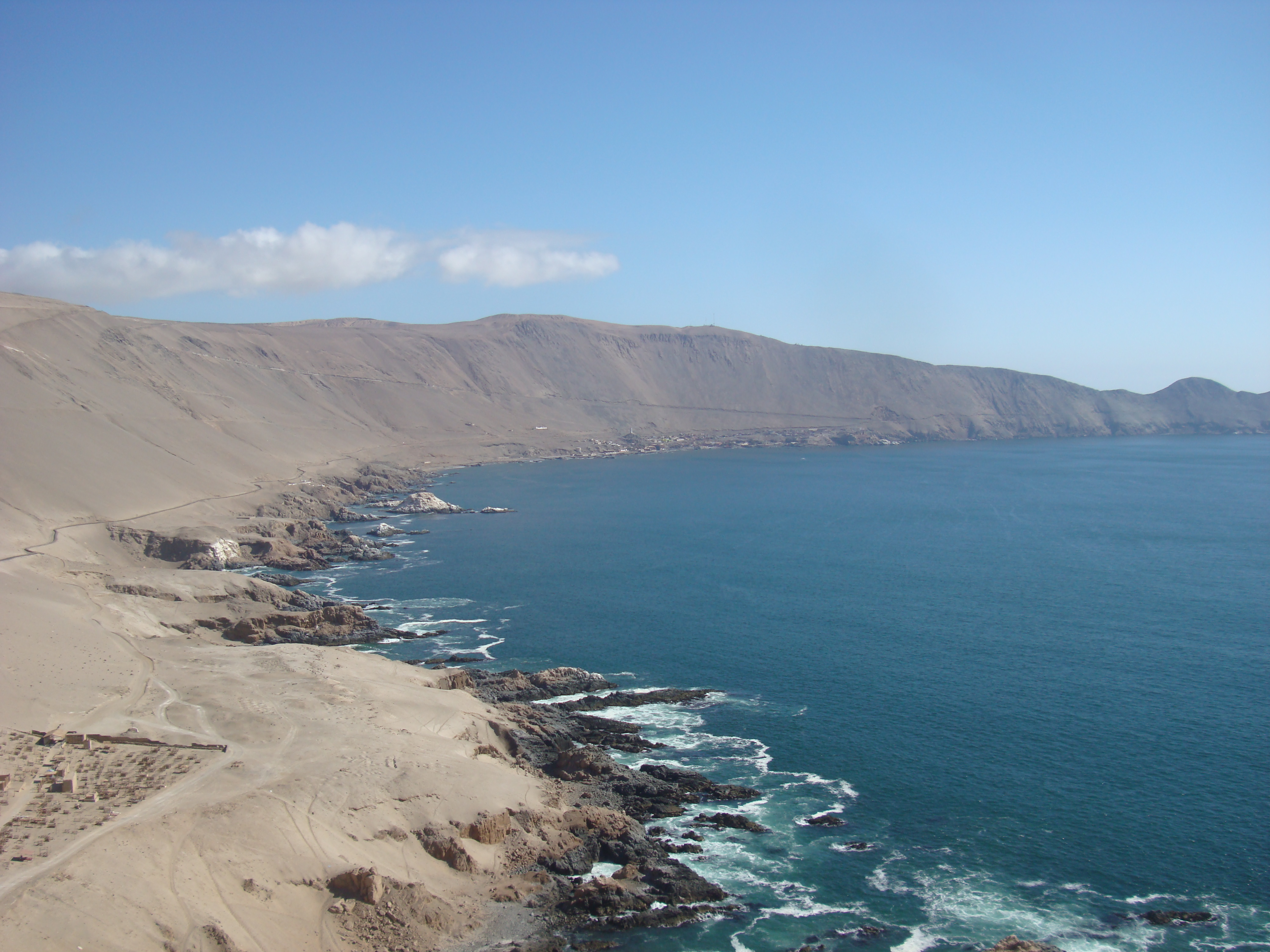
Vista de la bahía de Pisagua, en la costa de Tarapacá, habitada antiguamente por el pueblo chango.

La expansión tiahuanacota del siglo IX se desplazó por todo el Colesuyo y encontró en la costa poblados tal vez milenarios como los camanchacos, puquinas, atacameños  y urus. La zona desértica entre Tacna y Tarapacá estaba habitada por esta tribu de pescadores, que usaban la sal para hacer charqui de pescado y las pieles de lobo marino para sus balsas, pero que no conocían la agricultura.
Los collas llamaron camanchacos a los pobladores de la región por la camanchaca, la neblina tradicional de la zona. El término luego sería adaptado por los conquistadores españoles a camanchangos o simplemente changos. Para otros historiadores, la denominación de chango podría venir del quechua, siendo de uso genérico y significaría «pequeño» o «muchacho».
Al momento de la conquista española, los españoles habrían dado la denominación de changos a diversas etnias costeras que compartían elementos culturales e incluso genéticos. Los españoles habrían comenzado a denominar de este modo a las poblaciones del sector costero ya referido recién a partir del año 1659. Los españoles también denominaban a los changos «uros independientes» o «uros de la costa».
El cronista fray Reginaldo Lizárraga los describe como pescadores pobres que vivían en caletas, casi desnudos y que se alimentaban de pescado y mariscos. En el depósito de encomienda dado al español Lucas Martínez, en 1540, se menciona la presencia de un grupo pescador camanchaco en Ilo, medianamente poblado. La investigadora María Rostworowski, en tanto, indica que los principales asentamientos de pescadores changos en Moquegua, Tacna, Arica y al sur hasta Tarapacá se hallaban «establecidos en el litoral y en la boca de los ríos formando aldeas particulares, bajo la autoridad de sus propios jefes».

Pero, en opinión de María Rostworowski, el nombre camanchacas, prácticamente es sinónimo de pescadores y recurre a Cuneo Vidal que señala que camanchaco, camanchango o chango eran voces para designar a los mismos grupos de pescadores; la palabra chango habría derivado de las primeras, aseveración esta última que nos parece acertada y que podemos refrendar, teniendo en consideración el documento que hemos citado en líneas precedentes.
Castro R., Victoria. Departamento de Antropología. Facultad de Ciencias Sociales. Universidad de Chile.

### Desaparición y reivindicación
En los siglos posteriores, la población changa se habría mestizado con criollos e incluso con descendientes de melanoafricanos y chinos, perdiendo la mayoría de sus rasgos culturales distintivos. Según algunos registros etnohistóricos, los changos que habitaban la desembocadura del río Loa en 1866 tenían apellidos como Sinquilla, Llombeque, Seyama, Vilayo, Casana, Capollo, Cissama, Llapa, Huaca y Sullo.
Las comunidades de changos se habrían extinguido alrededor del año 1890, siendo sus últimos asentamientos las caletas de Paposo y Chañaral de Aceituno en Chile, y La Quiaca en Tacna, Perú. Más allá de lo señalado por Latcham en 1910 sobre su espacialidad territorial, hasta ahora no hay pruebas documentales ni arqueológicas que los navegantes de balsas de cuero de lobo tuvieran presencia en Los Vilos, aunque si hay evidencias de pescadores en la zona cercanos a la cultura Aconcagua-picunche en 1561. Éstos también consumían carne de lobo y utilizaban embarcaciones de madera o canoas (Huentelauquén, Chigualoco y Conchalí). Un dato que respalda este hecho es la primera denominación conocida del puerto de Los Vilos: "Puerto Canoa".
Aunque se cree que los changos llegaron más al sur hasta Papudo. Una tergiversación de fuentes señala que en mayo de 1536 el español Alonso Quintero - en apoyo a la expedición de Diego de Almagro- desembarcó en la playa de Papudo, ocupada por indígenas changos (o camanchangos), liderados por el cacique Carande (Cara grande). Este se caracterizaba por tener una doble barbilla o papada, rasgo que motivó a los españoles a designar el lugar como puerto del Papudo. Sin embargo, esto no es efectivo, ya que Benjamín Vicuña Mackenna (1877) que tuvo acceso a los documentos coloniales de la familia Cerda deja en claro que Carande, "Señor de La Ligua" era mapuche y que estuvo activo en 1552 y no en 1536, siendo tal vez un sucesor de Atepudo que deja de ser mencionado a partir de 1540, tal vez porque murió en la guerra de los loncos (1540-1545) contra los españoles.
Pese a esta eventual extinción, durante las últimas décadas han surgido movimientos en Chile que intentan revitalizar la existencia del pueblo chango. Durante el censo chileno de 2017, 4 725 personas se identificaron como changos aun cuando este pueblo no era reconocido oficialmente y no aparecía entre las opciones censales. Ese mismo año se presentó una moción parlamentaria para el reconocimiento del pueblo chango, lo que fue aprobado en septiembre de 2020 convirtiéndose en el décimo pueblo indígena reconocido en Chile. Para los efectos de la ley, se reconocen como parte del pueblo chango a las comunidades costeras ubicadas principalmente desde la Región de Antofagasta a la Región de Valparaíso.

## Características

Pueblos indígenas de Chile

Vivían especialmente de pescado, mariscos y huevos de aves guaneras, productos del mar (venerado como Mama Cocha), además de cazar y recolectar. También tenían relaciones comerciales con los asentamientos pre y post incaicos del interior, como los oasis de Pica y Huatacondo. Los conquistadores españoles quedaron impresionados por su particular modo de vida, que consideraron primitivo. Debido a su condición de marinos, tenían el pelo decolorado a la vez que la piel rojiza, producto del consumo de sangre de lobo marino, que utilizaban como complemento ante la escasez de agua. La talla media de estos pueblos en edad adulta era de 1,60 m entre los varones y 1,45 m entre las mujeres.

### Caza y pesca

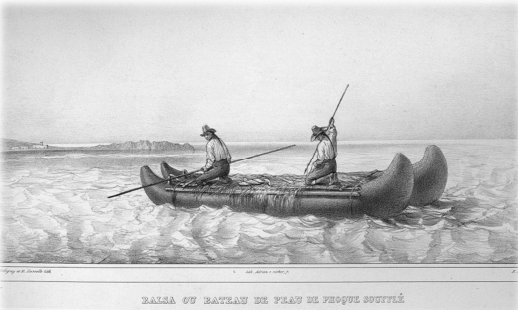
Changos con balsa de cueros de lobos en Cobija. D'Orbigny, 1833

Fabricaban sus propias canoas con dos cueros de lobo marino, cosidos con tripas secas de llamas, las uniones eran calafateadas (tapadas) con sustancias impermeables dejando en cada uno un pequeño agujero con una tripa para inflar los odres, según se necesitase, una tabla de buenas proporciones se instalaba al medio, y remos de paletas completaban la embarcación; las actividades más importantes que realizaban en ellas eran la caza y la pesca. Creían en la otra vida y por eso enterraban a sus muertos con sus instrumentos de pesca y caza, los que debían serles útiles en su nueva existencia; esto hace suponer que tenían creencias religiosas de gran arraigo.
Eran diestros pescadores, conocían el empleo de la sal para hacer charqui de pescado o bolsas de pescado salado, que era parte de su moneda de trueque para conseguir, frutas y licores de otros grupos étnicos que habitaban los valles como lupacas, coles, uros, atacameños, puquinas.
Como ya se ha apuntado, eran nómadas, y recorrían las orillas del mar en busca de sustento, vivían provisionalmente en tolderías de cueros de lobos o focas que les servían también para sus rústicas balsas movidas a remo de tallo de chañar; fabricaron sus redes de algodón.
Cuando pescaban su vestimenta era casi nula.

### Idioma
De su idioma no hay mucha certeza, aunque se les ha atribuido tanto una lengua particular como el haber hablado kunza o mapudungún. Como evidencia en favor de esta última afirmación se ha presentado una lista de palabras de la segunda mitad del siglo XIX. La población del siglo XXI habla castellano.

### Relaciones con la cultura chinchorro
Un estudio orientado a comparar el ADN mitocondrial de cuerpos chinchorros exhumados y de habitantes contemporáneos de Caleta Paposo, sugiere que la población genéticamente más próxima a los chinchorros son los changos actuales.